# خلنج جنوب إفريقي
خلنج جنوب أفريقي (الاسم العلمي:Erica caffra) هو نوع من النباتات يتبع جنس الخلنج من الفصيلة الخلنجية.